# Đảng ủy Bộ Công Thương Đảng Cộng sản Việt Nam
Đảng ủy Bộ Công Thương, tên đầy đủ là Ban chấp hành Đảng bộ Bộ Công Thương là cấp ủy trực thuộc Đảng ủy Chính phủ Việt Nam. Đây cơ quan lãnh đạo cao nhất của Đảng bộ Bộ Công Thương giữa hai nhiệm kỳ Đại hội, có chức năng lãnh đạo, kiểm tra, giám sát các tổ chức cơ sở đảng trực thuộc phát huy vai trò hạt nhân chính trị, lãnh đạo cán bộ đảng viên và cán bộ, công chức, viên chức, người lao động chấp hành Cương lĩnh chính trị, Điều lệ, nghị quyết, chỉ thị của Đảng, chính sách, pháp luật của Nhà nước, nghị quyết của cấp ủy cấp trên, của Đảng ủy, bảo đảm hoàn thành tốt nhiệm vụ chính trị của Ngành, của cơ quan đơn vị. Xây dựng Đảng bộ trong sạch vững mạnh gắn với xây dựng chính quyền và các đoàn thể trong cơ quan Bộ Công Thương vững mạnh.

## Chức năng nhiệm vụ
Đảng bộ Bộ Công Thương trực thuộc Đảng bộ Chính phủ Việt Nam, có chức năng lãnh đạo, kiểm tra, giám sát các tổ chức cơ sở đảng trực thuộc phát huy vai trò hạt nhân chính trị, lãnh đạo đảng viên và cán bộ, công chức, viên chức, người lao động chấp hành Cương lĩnh chính trị, Điều lệ Đảng, đường lối, chủ trương của Đảng, chính sách, pháp luật của Nhà nước, nghị quyết của cấp ủy cấp trên, bảo đảm hoàn thành tốt nhiệm vụ chính trị của cơ quan, đơn vị; Xây dựng đảng bộ, chi bộ trong sạch, vững mạnh gắn với xây dựng chính quyền và các đoàn thể trong cơ quan, đơn vị vững mạnh.
Đảng bộ Bộ Công Thương có nhiệm vụ lãnh đạo thực hiện nhiệm vụ chính trị; Lãnh đạo công tác chính trị, tư tưởng; Tham gia công tác tổ chức, cán bộ; Xây dựng tổ chức đảng; Lãnh đạo các đoàn thể quần chúng;
Đảng bộ Bộ Công Thương được thực hiện các quyền của cấp ủy cấp trên trực tiếp tổ chức cơ sở đảng theo quy định của Điều lệ Đảng và quy định của Ban Chấp hành Trung ương; được quyết định thành lập, giải thể, chia tách, sáp nhập, kiện toàn các tổ chức đảng trực thuộc; chỉ định, chuẩn y cấp ủy, ủy ban kiểm tra; phát thẻ, quản lý thẻ đảng viên, công nhận đảng viên chính thức; quyết định kết nạp lại đảng viên sau khi được Ban Thường vụ Đảng ủy Chính phủ đồng ý bằng văn bản; ủy quyền cho đảng ủy cơ sở quyết định kết nạp, khai trừ đảng viên khi có đủ điều kiện; quyết định về khen thưởng, kỷ luật đảng viên theo quy định

## Tổ chức
- Văn phòng
- Ban Tổ chức
- Ban Tuyên giáo và Dân vận
- Uỷ ban Kiểm tra
- Các Đảng ủy, chi ủy trực thuộc

## Đảng ủy hiện nay
| Ban Thường vụ Đảng ủy Bộ Công Thương nước Cộng hòa xã hội chủ nghĩa Việt Nam | Ban Thường vụ Đảng ủy Bộ Công Thương nước Cộng hòa xã hội chủ nghĩa Việt Nam | Ban Thường vụ Đảng ủy Bộ Công Thương nước Cộng hòa xã hội chủ nghĩa Việt Nam | Ban Thường vụ Đảng ủy Bộ Công Thương nước Cộng hòa xã hội chủ nghĩa Việt Nam | Ban Thường vụ Đảng ủy Bộ Công Thương nước Cộng hòa xã hội chủ nghĩa Việt Nam | Ban Thường vụ Đảng ủy Bộ Công Thương nước Cộng hòa xã hội chủ nghĩa Việt Nam |
| Đảng bộ Bộ Công Thương khóa III, nhiệm kỳ 2020-2025                          | Đảng bộ Bộ Công Thương khóa III, nhiệm kỳ 2020-2025                          | Đảng bộ Bộ Công Thương khóa III, nhiệm kỳ 2020-2025                          | Đảng bộ Bộ Công Thương khóa III, nhiệm kỳ 2020-2025                          | Đảng bộ Bộ Công Thương khóa III, nhiệm kỳ 2020-2025                          |                                                                              |
| Thứ tự                                                                       | Tên                                                                          | Chức vụ Đảng                                                                 | Chức vụ Nhà nước                                                             | Ghi chú                                                                      |                                                                              |
| ---------------------------------------------------------------------------- | ---------------------------------------------------------------------------- | ---------------------------------------------------------------------------- | ---------------------------------------------------------------------------- | ---------------------------------------------------------------------------- | ---------------------------------------------------------------------------- |
| 1                                                                            | Nguyễn Hồng Diên                                                             | Bí thư Đảng ủy                                                               | Bộ trưởng Bộ Công Thương                                                     | [ 3 ]                                                                        |                                                                              |
| 2                                                                            | Nguyễn Sinh Nhật Tân                                                         | Phó Bí thư thường trực Đảng ủy                                               | Thứ trưởng Bộ Công Thương                                                    |                                                                              |                                                                              |
| 3                                                                            | Phan Văn Bản                                                                 | Phó Bí thư chuyên trách Đảng ủy                                              |                                                                              | [ 4 ]                                                                        |                                                                              |
| 4                                                                            | Phan Thị Thắng                                                               | Ủy viên Ban Thường vụ                                                        | Thứ trưởng Bộ Công Thương                                                    |                                                                              |                                                                              |
| 5                                                                            | Nguyễn Hoàng Long                                                            | Ủy viên Ban Thường vụ                                                        | Thứ trưởng Bộ Công Thương                                                    |                                                                              |                                                                              |
| 6                                                                            | Trương Thanh Hoài                                                            | Ủy viên Ban Thường vụ                                                        | Thứ trưởng Bộ Công Thương                                                    |                                                                              |                                                                              |
| 7                                                                            | Trần Quang Huy                                                               | Ủy viên Ban Thường vụ                                                        | Vụ trưởng Vụ Tổ chức cán bộ, Bộ Công Thương                                  |                                                                              |                                                                              |